# Палагута, Павел Федосеевич
Павел Федосеевич Палагута (4 января 1924 — январь 1943) — подпольщик Великой Отечественной войны, участник антифашистской организации «Молодая Гвардия». Двоюродный брат Василия Ткачёва, также участника подполья.

## Биография
Павел Палагута родился 4 января 1924 года (по другим данным 17 февраля 1924) в селе Фоминка Миллеровского района Ростовской области (по другим данным на станции Семейкино Ново-Светловского района Луганской области). 
Собирал оружие, добывал сведения о продвижении гитлеровских войск по железной дороге.
18 января 1943 года Павел Палагута был арестован. Вместе с Василием Ткачевым из Семейкинской полицейской управы Павла переправили в полицию села Красного, затем в Новосветловку. После допросов и пыток был расстрелян на территории Краснодонского района (по другим данным — Ново-Светловского) в январе 1943 года. Место гибели и захоронения не установлено.

### Семья
Родители Павла: отец — Палагута Феодосий Иванович, погиб во время войны; мать — Палагута Ульяна Иосифовна умерла 1 мая 1977 года. У Павла была родная сестра Раиса (выжила во время войны).

## Награды
Посмертно награждён медалью «Партизану Отечественной войны» 1-й степени.